# 1922 en aéronautique
Chronologie de l'aéronautique
- 1918
- 1919
- 1920
- 1921
- 1922
- 1923
- 1924
- 1925
- 1926

Cet article présente les faits marquants de l'année 1922 en aéronautique.

## Évènements

### Février
- 21 février : le dirigeable américain Roma (construit par les Italiens) explose en vol au-dessus d'Hampton Roads.Le dirigeable semi-rigide de 400 000 mètres cubes ayant heurté des fils électriques, avant de prendre feu et d'exploser, alors que l'équipage de l'appareil tentait de battre un record de vitesse. Bilan de la catastrophe : 35 morts et 9 blessés graves sur les 43 personnes présentes à bord[1].

### Mars
- 20 mars : livraison à la marine américaine de son premier porte-avions : l'USS Langley. C'est un ancien navire charbonnier rénové, le Jupiter.
- 26 mars : premier vol du de Havilland DH.34.
- 30 mars au 16 juin : les Portugais Sacadura Cabral et Gago Coutinho effectuent la première traversée de l'Atlantique sud avec escales. Victime d'une panne d'essence le 18 avril, l'équipage est sauvé mais l'avion, un hydravion Fairey IIID est perdu. Deuxième tentative à partir de l'île de Saint-Paul avec un nouvel avion le 11 mai, mais nouvel échec avec perte de l'avion mais sauvetage de l'équipage. Troisième tentative, avec un troisième avion, le 16 juin, avec arrivée à Rio cette fois.

### Avril
- 7 avril : première collision aérienne du monde entre deux avions de ligne, un Havilland DH 18 de la compagnie britannique Daimler et un Farman F.60, entre les villages de Thieuloy-Saint-Antoine et Grandvillers-aux-Bois en Picardie[2].
- 25 avril : premier vol du «ST 10», premier chasseur torpilleur tout métal de la marine américaine.

### Juillet
- Juillet : premier vol du Boulton Paul P.12 Bodmin.
- 6 juillet  au 16 octobre : sur un Breguet XIV, un équipage français (Pelletier-Doisy et Bussard) relie Tunis et Paris (1 650 km en 10 heures), puis Paris et Casablanca en plusieurs étapes, enfin Casablanca et Tunis (1 750 km en 10 heures).
- 29 juillet : un accident d'aéroplane va avoir lieu à l'aérodrome de Villacoublay, ce dernier sera fatal à l'aviateur militaire Léopold Coren, victime d'un incendie en plein vol, puis d'un capotage[3].

### Août
- 6 août : premiers essais de vols sans moteur près de Clermont-Ferrand.
- 10 et 12 août : à Naples, Henri Biard remporte la coupe Schneider aux commandes d'un Supermarine Sea Lion II (vitesse moyenne de 234,516 km/h.

### Septembre
- Septembre : premier vol du de Havilland DH.37 et du de Havilland DH.22 Derby.
- 4 septembre : le pilote américain James H. Doolittle relie Pablo Beach (Floride) et San Diego (Californie) avec escales en 22 heures et 35 minutes, dont 21 heures et 20 minutes de vol pour un trajet de 3 500 km.
- 21 septembre : le pilote français Joseph Sadi-Lecointe bat le record de vitesse pure sur un monoplan « Nieuport-Delage » équipé d'un moteur Hispano de 320 chevaux de puissance : 342,042 km/h, améliorant ainsi la performance du recordman en titre jusqu'alors, l'aviateur italien Brackpapa : 336,468 kilomètres par heure (26 septembre 1921)[4].

### Octobre
- 6 octobre : un équipage américain (Kelly et Macready) bat le record de durée de vol : 35 heures et 18 minutes, sur un «Fokker T2». Performance non officielle.
- 14 octobre : un équipage français (Lucien Bossoutrot et Drouhin) bat le record de durée de vol : 34 heures et 19 minutes, sur un « Farman-Goliath ». Performance officielle (cf. 6 octobre).
- 17 octobre : premier décollage du pont du porte-avions américain USS Langley. Le Lt Virgil Griffin signe cette première sur un Vought VE-7.
- 18 octobre : le pilote américain Mitchell bat le record de vitesse pure sur un Curtiss R6-D-12 Racer : 358,836 km/h.
- 23 octobre : l’adjudant Moutonnier établit le nouveau record français d'altitude, soit 10 020 mètres, privant alors Jean Casale du record qu'il détenait jusqu'alors depuis le mois de juin 1919[5].
- 26 octobre : premier appontage sur le porte-avions américain USS Langley. Le Lt Cdr Godfrey deCourcelles Chevalier réalise cette première sur un Aeromarine 39.

### Novembre
- 2 novembre : la compagnie australienne Qantas, fondée en novembre 1920, accueille ce 2 novembre 1922 son tout premier passager, lors d'un vol postal entre Charleville et de Cloncurry: Alexander Kennedy qui a soutenu financièrement le lancement de la compagnie et qui voulait en contrepartie en être le premier voyageur[6].
- 6 novembre :
  - l'hélicoptère no 2 du français Étienne Œhmichen tient l'air pendant 2 minutes et 37 secondes;
  - premier vol de l'hydravion allemand Dornier Do J.
- 18 novembre : premier vol de l'avion de chasse français Dewoitine D.1.
- 28 novembre : premier vol de l'avion de chasse embarqué britannique Fairey Flycatcher.

### Décembre
- 5 décembre : premier vol du Potez 18.
- 18 décembre : premier vol de l'hélicoptère de l'Américain De Bothezat à Dayton. Il tient l'air pendant 1 minute et 42 secondes.
- 23 décembre : l’aviateur Jean Bécheler se pose devant le Grand Palais des Champs-Elysées avec son biplan Caudron C.68, écopant alors d'une amende, car le survol de Paris à basse altitude est interdit, son aéroplane étant de surcroît mis en fourrière[7].